# Hoisington, Kansas
Hoisington, Kansas (енгл. Hoisington) град је у америчкој савезној држави Канзас.

## Демографија
По попису из 2010. године број становника је 2.706, што је 269 (-9,0%) становника мање него 2000. године.
| Група             | 2000.         | 2010.         |
| Белци             | 2.787 (93,7%) | 2.504 (92,5%) |
| Афроамериканци    | 32 (1,1%)     | 30 (1,1%)     |
| Азијати           | 0 (0,0%)      | 0 (0,0%)      |
| Хиспаноамериканци | 108 (3,6%)    | 111 (4,1%)    |
| Укупно            | 2.975         | 2.706         |